# 女獄門帖 引き裂かれた尼僧
『女獄門帖 引き裂かれた尼僧』（おんなごくもんちょう ひきさかれたにそう）は、1977年公開の日本映画。製作：東映。

## 概要
東映作品初主演の田島はるかをはじめとした女優陣が尼僧に扮し、牧口雄二がメガホンを取ったオカルト風のポルノ映画。

## あらすじ
年期が明けて田舎に戻れると喜んでいた飯盛り女郎のおみのは、女衒たちのどす黒い情欲に捕らわれてしまう。噂に聞いた現世の縁をたち切るという山奥の縁切り寺・愁月院に逃げ込んだおみのだったが、そこは訪れる男たちを蜘蛛の巣に捕まった蝶のようにその精気を吸い取り惨殺する恐怖の尼寺だった。

## キャスト
- おみの(飯盛り女郎)：田島はるか

愁月院(尼寺)
- 桂秀尼(庵主様)：折口亜矢
- おかじ(派手好き・蛇女)：ひろみ麻耶
- おつな(神経質・ネコ)：芹田かおり
- おとく(年増)：藤ひろ子
- お小夜(少女)：佐藤美鈴
- 作造(寺男)：志賀勝

愁月院の犠牲者たち
- 野田伊三郎(町人・代官所の隠密)：成瀬正
- くちなわの弥多八(女衒)：汐路章
- 蛾次郎(女衒)：佐藤蛾次郎
- お絹(駆け込み女)：内村レナ
- 嘉助(お絹の恋人)：五十嵐義弘
- 捨松(木こり)：野口貴史
- 留吉(木こり)：片桐竜次

その他
- 沢吉(足抜け・おみのの男)：小林稔侍
- 桂秀尼を襲った男：笹木俊志

## スタッフ
- 監督：牧口雄二
- 企画：本田達男
- 原作：島守俊夫『女地獄獄門帖』
- 脚本：志村正浩
- 撮影：塚越堅二
- 照明：北口光三郎
- 録音：溝口正義
- 音楽：渡辺岳夫
- 編集：堀池幸三
- 美術：山下謙爾
- 助監督：俵坂昭康
- 記録：梅津泰子
- 装飾：三浦公久
- 装置：柴田澄臣
- スチール：中山健司
- 技斗：菅原俊夫
- 美粧：長友初生
- 結髪：明田多美枝
- 演技事務：森村英次
- 衣裳：松田孝
- 進行主任：俵坂孝宏

## 同時上映
- 『新宿酔いどれ番地 人斬り鉄』

## 映像ソフト
- 2018年6月13日、東映ビデオからDVDが発売されている。

## サウンドトラック
- 女獄門帖 引き裂かれた尼僧 オリジナル・サウンドトラック（2020年11月25日/CINEMA-KAN/CINK-101）

初商品化。本編未使用の音源が収録されている。